# David Magee
David Magee, född 1962 i Flint, Michigan, är en amerikansk manusförfattare, som har blivit nominerad till två Oscars för sitt arbete med Finding Neverland (2004) och Berättelsen om Pi (2012). Han kommer härnäst skriva manus till boken Silvertronen.